# Краснознаменск (футбольный клуб)
«Краснознаменск» — российский футбольный клуб из одноименного города. Выступает в Чемпионате Московской области. Основан в 1992 году. Команда, нося другие названия, также представляла в 1992, 1994 — Московский, в 1993—1994 — Москву, 1995—1997 — Селятино.
Домашний стадион — «Заря», был открыт в 2003 году. Он является самым крупным футбольным стадионом в Третьем дивизионе, зона «Московская область», Чемпионате Московской области и вмещает 4 тыс. болельщиков
Главный тренер команды — Дмитрий Розвадовский, назначенный на эту должность в 2018 году.

## История

### 1991—1992. Дебют в чемпионате и два восхождения до первой лиги
Сезон 1991. ФК «Краснознаменск» основан в 1992 году. Костяк команды составляли в большей степени бывшие игроки ФК «Московский» (совхоз «Московский») из одноименного посёлка Московской области (ныне — город в составе Москвы). Стартовал «Московский» в первенстве РСФСР среди команд КФК (6 зона, группа 2) в 1991 году. Первый матч был сыгран против «Металлиста» из Рыбинска. Встреча завершилась со счетом 0:0. В этом первенстве «Московский» занял второе место, уступив лишь «Титану» (Реутов), и по итогам сезона (а был ещё турнир «Футбол России», проходивший в Калуге и Обнинске и в котором участвовало 11 команд, и команда совхоза «Московский» одержала в нём победу — 7 игр, 5 побед, 2 ничьи) вышел во вторую лигу. После этого был сформирован женский футбольный клуб «Интеррос», который в 1992 сделал «золотой дубль». Перед стартом первенства команда была переименована в «Интеррос».
Сезон 1992. В сезоне 1992 команда дебютировала во Второй лиге и в Кубке России, (в 1/256 проиграла 0:2 «Торгмашу» из Люберец). Стартовый матч на профессиональном уровне краснознаменцы провели против дубля «Локомотива» (2:1). Второй матч с московским ТРАСКО «Интеррос» проиграл со счётом 0:1, а затем последовали одно поражение и четыре победы подряд с общим итогом 13-5. По итогам сезона «Интеррос» занял 3 место и по регламенту не должен был подняться в первую лигу, но первое место заняла дублирующая команда «Спартака», не имеющая права перехода в первую лигу. Так, главный тренер Леонид Прибыловский за два года поднял команду на две лиги вверх.

### 1993—1994. Первая лига
Сезон 1993. В 1993 году главным тренером был назначен Александр Ирхин. Он решился на перемены, взяв много молодых игроков, в том числе и Алексея Снигирёва, ставшего в дальнейшем три раза подряд лучшим бомбардиром команды. В Кубке России в 1/128 финала «Интеррос» проиграл «Асмаралу-Д» 0:1. Сезон 1993 команда окончила на 3 месте с 50 очками, выиграв 21 матч, 8 сыграв в ничью и потерпев 9 поражений, уступив по очкам лишь именитому «Зениту» из Санкт-Петербурга и ФК «Лада» Тольятти. Это достижение на сегодняшний день является лучшим в истории клуба. 10 побед команда одержала с крупным счётом. После первой половины первенства «Интеррос» занимала 4-е место. Самое большое количество зрителей было на матче с командой «Сокол» Саратов (6000 зрителей). По окончании сезона Ирхин покинул команду. Тренировать «Техинвест-М» пришли Александр Новиков и Юрий Котов.
Сезон 1994. В 1994 году команда играла в 1/32 финала Кубка России, но проиграла «Сатурну» (Раменское) (1:2). Второй сезон в Первой лиге команда провалила, заняв последнее место, а затем и вылетев во Вторую лигу. Команда одержала всего 4 победы и отстала от 21 места на 8 очков. Первый матч клуб сыграл вничью с ярославским «Шинником» 2:2, затем победил «Автодор-Олаф» 5:0. Потом последовала серия из 20 проигрышных матчей. В середине сезона название команды сменилось на «Техинвест-М». По окончании сезона тренеры сменились опять.
После чемпионата из-за ряда организационных и финансовых проблем в игре команды наметился спад. Именно с неоднократной сменой руководства связано ежегодное изменение названия клуба в период с 1994 по 1997 год (команду «Интеррос» патронировал бизнесмен Виктор Боссерт, затем клуб перешёл под покровительство фирмы «Техинвест»).

### 1995—1998. Третья лига и три сезона Второй лиги
Сезон 1995. По окончании сезона 1994 на пост главного тренера пришёл Леонид Назаренко, а затем команда сменила название на «Московский-Селятино» и с этим именем начала чемпионат 1995 г. в 3-й лиге. Сезон начался для «Московского-Селятино» с гостевого поражения от московского «Красногвардейца» и победы над ТРАСКО со счётом 5:0. За следующие 17 игр «Московский-Селятино» одержал 12 побед с общим счётом 47:17. Самой результативным матчем в сезоне 1995 стала победа над дублирующим составом ЦСКА (8:1). Сезон красно-синие закончили шестью победами подряд, обыграв шесть московских команд: «Смену», «Чертаново», «Красногвардеец», ТРАСКО, «Монолит» и «Мосэнерго». Команда заняла 4 место в 3-й зоне 3-й лиги и вышла во Вторую лигу сезона-1996.
Сезон 1996.
Сезон 1997. Сезон 1997 МЧС-«Селятино» закончило на 13 месте во Второй лиге. Самая длинная беспроигрышная серия в этом сезоне была с 24 по 28 тур. Самую крупную в сезоне красно-синие одержали со счётом 5:1 над Ангуштом. Лучшим бомбардиром в этом сезоне стал Андрей Бакалец, забивший 21 мяч. В Кубке России по футболу крансознаменцы дошли до 1/16 финала, обыграв «Луч» (Тула), люберецкий «Торгмаш» и «Космос» (Долгопрудный). В 1/16 команда встретилась с московским «Динамо» и достойно билась до последних минут (1:2). Выход в 1/16 является лучшим достижением в Кубке России за всю историю МЧС-«Селятино». После сезона 1997 на пост главного тренера пришли Виктор Ноздрин и Н. Косюк.
| 1/16 финала |
| ----------- |

| МЧС-«Селятино» | 1:2 отчёт | Динамо                                 |
| Бакалец 26′    | Голы      | Терёхин 15′ · Ковтун 38' · Кульчий 63′ |

| В |  | Анатолий Рожков        |  |
| З |  | Алексей Миронов        |  |
| З |  | Илья Салехов           |  |
| З |  | Юрий Ящук              |  |
| З |  | Сергей Миронов         |  |
| П |  | Игорь Сутягин          |  |
| П |  | Михаил Шумилин 68'     |  |
| П |  | Алексей Стренадко      |  |
| П |  | Артём Миночкин         |  |
| Н |  | Константин Дрожжин 75' |  |
| Н |  | Андрей Бакалец         |  |

|     | Дмитрий Тяпушкин   |  | В |
| 46' | Юрий Ковтун        |  | З |
|     | Андрей Островский  |  | З |
|     | Сергей Штанюк      |  | З |
|     | Сергей Некрасов    |  | З |
|     | Андрей Кобелев (к) |  | П |
|     | Сергей Гришин      |  | П |
| 46' | Владимир Скоков    |  | П |
|     | Александр Кульчий  |  | П |
| 67' | Алексей Куценко    |  | Н |
|     | Олег Терёхин       |  | Н |

| П |  | Александр Малхасян 68' 75' |  |
| П |  | Александр Соловьёв 75'     |  |
| П |  | Андрей Берлизев 75'        |  |

| 46' | Александр Точилин |  | З |
| 46' | Евгений Кораблёв  |  | П |
| 67' | Виталий Кулёв     |  | П |

| В |  | Анатолий Рожков        |  |
| З |  | Алексей Миронов        |  |
| З |  | Илья Салехов           |  |
| З |  | Юрий Ящук              |  |
| З |  | Сергей Миронов         |  |
| П |  | Игорь Сутягин          |  |
| П |  | Михаил Шумилин 68'     |  |
| П |  | Алексей Стренадко      |  |
| П |  | Артём Миночкин         |  |
| Н |  | Константин Дрожжин 75' |  |
| Н |  | Андрей Бакалец         |  |

|     | Дмитрий Тяпушкин   |  | В |
| 46' | Юрий Ковтун        |  | З |
|     | Андрей Островский  |  | З |
|     | Сергей Штанюк      |  | З |
|     | Сергей Некрасов    |  | З |
|     | Андрей Кобелев (к) |  | П |
|     | Сергей Гришин      |  | П |
| 46' | Владимир Скоков    |  | П |
|     | Александр Кульчий  |  | П |
| 67' | Алексей Куценко    |  | Н |
|     | Олег Терёхин       |  | Н |

| П |  | Александр Малхасян 68' 75' |  |
| П |  | Александр Соловьёв 75'     |  |
| П |  | Андрей Берлизев 75'        |  |

| 46' | Александр Точилин |  | З |
| 46' | Евгений Кораблёв  |  | П |
| 67' | Виталий Кулёв     |  | П |

Сезон 1998.

#### 1998. «Краснознаменск»-2
В 1998 была образована команда «Краснознаменск»-2. В этом же году она заявилась в Первенство России среди ЛФК под названием «Краснознаменск» (основная команда в том году называлась «Краснознаменск-Селятино»). Сезон 1998 г. вторая команда «Краснознаменск» закончила на 7 месте, набрав 39 очков (группа «Б», зона «Московская область»). Из-за вылета основной команды из второго дивизиона «Краснознаменск»-2 был расформирован.

### 1999—2002. КФК и возвращение во второй дивизион
Сезон 1999. Заняв предпоследнее место в зоне «Запад» Второго дивизиона, красно-синие заявились в Первенство КФК. Из 28 игр краснознаменцы проиграли лишь один матч. Разница мячей-65:12. Главным бомбардиром стал Андрей Родин, забивший 13 мячей. 10 игр команда выиграла с разгромным счётом. По окончании сезона «Краснознаменск-Селятино» в упорной борьбе с «Серпуховым» занял первое место. В финальном турнире команда заняла 4-е место из шести в своей группе. После вылета из Второго дивизиона Владимир Бондаренко возвращает Краснознаменск к профессионалам.
Сезон 2000.
Сезон 2001. 2001 год ознаменован приходом на пост главного тренера команды Игоря Шалимова, известного выступлениями за московский «Спартак» и ряд клубов Италии.
Сезон 2002.

### 2003—2012. Время без игр
В период с 2002 по 2013 год город Краснознаменск не был представлен на футбольной карте страны. В это время активно развивалась местная детско-юношеская спортивная школа. Именно на базе выпускников ДЮСШ 1992—1996 годов рождения была построена по сути новая команда, представляющая город в Первенстве России по футболу среди команд третьего дивизиона (зона Московская область, группа Б).

### С 2013
Сезон 2013. После 10 лет перерыва команда приготовилась к участию в первенстве России среди футбольных клубов III дивизиона 2013 года среди команд группы «Б». Перед соревнованием красно-синие провёли 15 товарищеских матчей. Сезон красно-синих начался с ничьей, а потом и победы над ФК «Дубна», со счётом 3:2. К концу сезона «ДЮСШ» занимал последнее место, но затем последовали три победы подряд и одно поражение. Красно-синие закончили первенство зоны «Север» на 7-м месте, а в плей-офф за 13-е место уступили «Балашихе» (2:2, 1:2).
Сезон 2014. К сезону 2014 г. главный тренер команды Сергей Чигров поменял большую часть выпускников ДЮСШ на игроков соседних клубов. Этот сезон стал для команды Краснознаменска одним из самых успешных, хотя было занято лишь 9-е место. В каждом победном матче команды было забито больше трёх мячей. За весь сезон команда одержала 8 побед с соотношением мячей 27:9, а проиграла 13 встреч. В Кубке России среди ЛФК 2014 красно-синие проиграли на первой стадии «Одинцовомежрайгазу» в дополнительное время.
Сезон 2015. Первую победу в сезоне 2015 красно-синие одержали в 4-м туре, обыграв «Видное» (1:0). За следующие 7 встреч команда одержала лишь две победы. Команда обыграла ФК «Лобня» со счётом 2:0, занимавшую второе место. ФК «ДЮСШ» занял 5-е место в Первенстве России среди клубов III дивизиона, отстав от четвёртого места на 10 очков, а от третьего на 20 очков. В кубке красно-синие проиграли в 1/16 финала ФК «Квант» со счётом 1:4.
Сезон 2016. Перед сезоном 2016 произошли значительные изменения в составе — команда поменялась почти наполовину. После 9 туров краснознаменцы имели в своём активе 18 очков (5 побед, 3 ничьих, 1 поражение) и занимали первое место. 30 апреля команда одержала первую победу за всю историю выступления в кубке России среди команд III дивизиона. В 1/8 краснознаменцы проиграли «Зоркому» по пенальти. В 10-м туре «ДЮСШ» проиграл команде из Сергиевого Посада. В последнем туре красно-синие обыграли ФК «Олимп-Арбат» со счётом 9:1. Дома команда проиграла лишь две встречи. По окончании сезона краснознаменцы заняли 4-е место, проиграв во 2 круге командам, занявшим 1-е, 2-е, 3-е и 5 места. Это стало лучшим достижением команды за 5 лет.

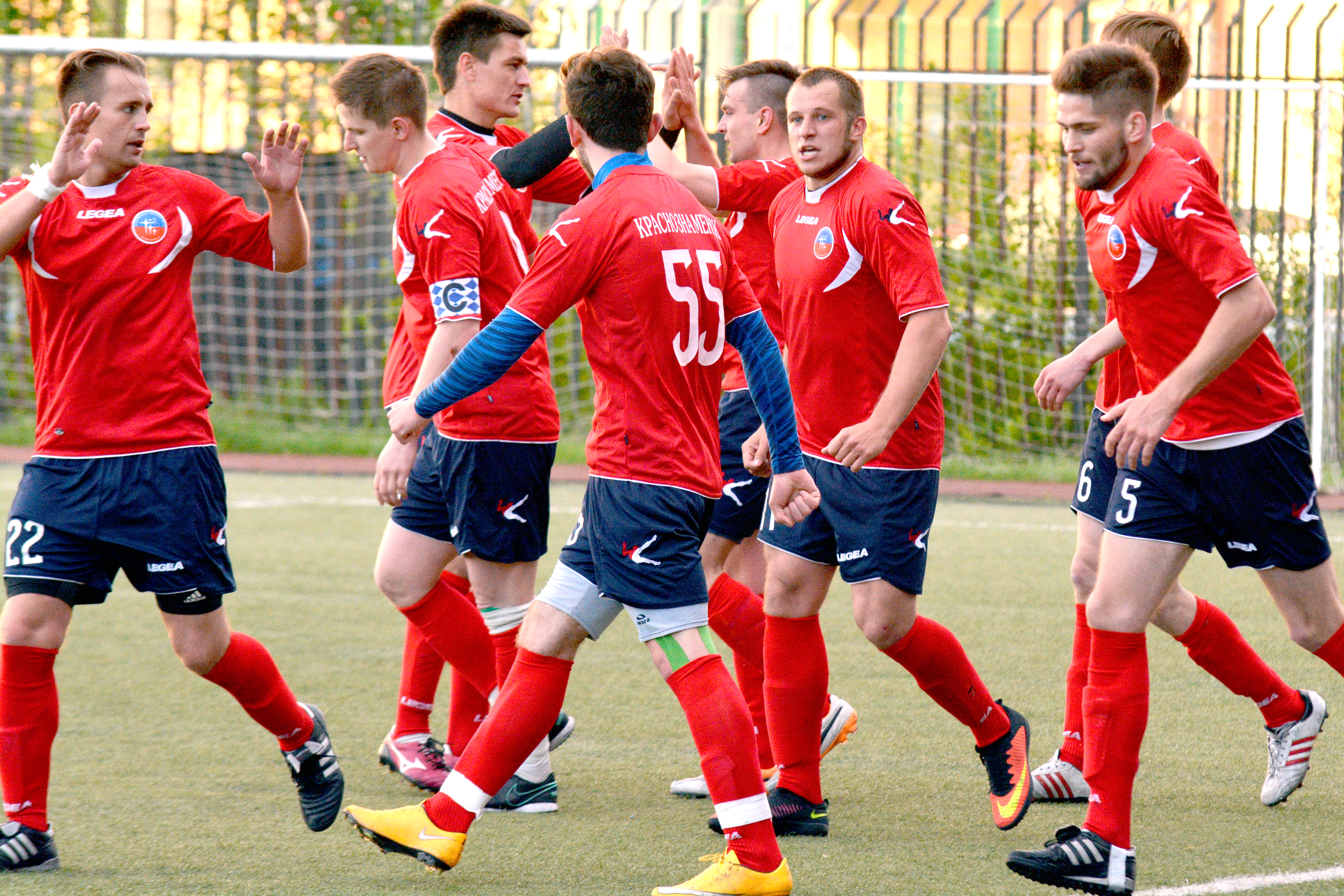
Красно-синие празднуют забитый мяч

Сезон 2017. Сезон 2017 начался для красно-синих домашней победой над серпуховской «Звездой» и ФК «Коломной»-М. 29 апреля команда уступила в 1/16 финала кубка России среди ЛФК «Чайке» из Королёва в доподнительное время. Затем последовала серия из трёх безвыигрышных встреч. В 6-м туре краснознаменцы в напряжённом матче с красногорским «Зорким» одержали победу со счётом 4:3. Проиграв второму месту, красно-синие выиграли (2:0) у занимавшего третье место ФК «Селтик» (Шатура). 24 июня команда на выезде разгромно проиграла. 5 и 8 июня команда обыграла СШ «Спартак-Орехово-М» и «Видное». За 14-й и 15-й туры набрала 3 очка. После победы над ФК «Метеор», «ДЮСШ» сыграл вничью с КСШОР «Зоркого», команда которого выступала в ПФЛ. После прихода в команду Сергея Горбунова 4 игры прошли без поражений. Красно-синие заняли седьмое место в Первенстве России среди футбольных клубов III дивизиона 2017 г.
Сезон 2018. В сезоне 2018 краснознаменцы из-за финансовых проблем заявились в более низкий дивизион — чемпионат Московской области (под названием «Краснознаменск»). В команду пришло много выпускников «ДЮСШ». Команда заняла 1-е место в группе «А». В тех же турнирах (группе «А» чемпионата и кубке Московской области) играла команда «ДЮСШ» (Краснознаменск). Домашние матчи проводили на стадионе «Заря».
Сезон 2019. Сезон 2019 года «Краснознаменск» провёл в Лиге «Б» чемпионата Московской области (уровня III дивизиона). В зоне 1 Лиги «В» чемпионата области играли «Краснознаменск-2» и «ДЮСШ» Краснознаменск. Команда «ДЮСШ» домашние матчи проводила на стадионе «Заря», а команды «Краснознаменск» и «Краснознаменск-2» — на стадионе «Строитель» в Селятино.

## История названий
- 1992—1994 — «Интеррос».
- 1994 — «Техинвест-М».
- 1995 — «Московский-Селятино».
- 1996—1997 — МЧС-«Селятино».
- 1998 — «Краснознаменск-Селятино».
- 1999—2002 — «Краснознаменск».
- 2013—2017 — ДЮСШ.
- С 2018 — «Краснознаменск».

## Товарищеские матчи с клубами высшего дивизиона
В 1992 году на манеже ЦУСК «Спартак» «Интеррос» обыграл клуб с «Спартак» Москва со счётом 3:2. 3 февраля 1996 года «Динамо» обыграло «МЧС-Селятино», и через месяц «МЧС-Селятино» сыграло вничью со «Спартаком» (2:2).

## Статистика выступлений

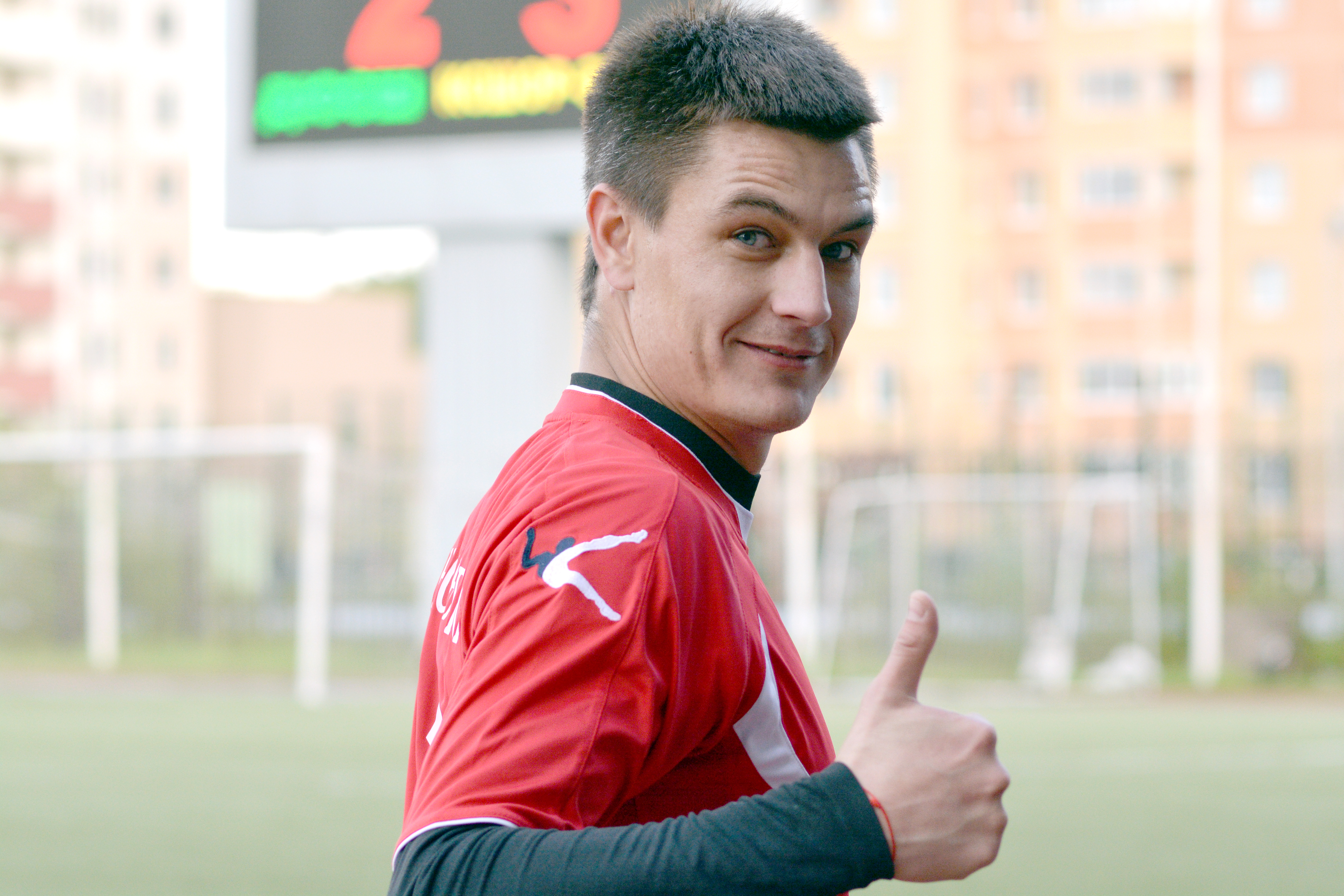
Лучший бомбардир команды в сезоне 2016 - Евгений Какаций

### Лиги России
ФНЛ.       ПФЛ.  Третья лига.      ЛФЛ, Группа А.  Футбол России.       ЛФЛ, Группа Б.     Чемпионат Московской области.

### Первенство и Кубок России
| Год  | Лига                                                              | Лига                                                              | Место            | Место | И  | В  | Н  | П   | Голы   | Очки          | Бомбардиры                  | Кубок |
| ---- | ----------------------------------------------------------------- | ----------------------------------------------------------------- | ---------------- | ----- | -- | -- | -- | --- | ------ | ------------- | --------------------------- | ----- |
| 1991 | Первенство среди команд КФК (РСФСР), 6-я зона («Центр»), группа 2 | Первенство среди команд КФК (РСФСР), 6-я зона («Центр»), группа 2 | 2                | 2     | 32 | 23 | 6  | 3   | 70-15  | 52            | Богомолов С. — 16           | —     |
| 1991 | Турнир «Футбол России» (КФК)                                      | Турнир «Футбол России» (КФК)                                      | 1                | 1     | 7  | 5  | 2  | 0   | 70-15  | 17            | Лаврентьев С. — 3           | —     |
| 1992 | Вторая лига, зона 3                                               | Вторая лига, зона 3                                               | 3                | 3     | 40 | 23 | 9  | 8   | 81-33  | 55            | Лаврентьев С. — 17          | 1/256 |
| 1993 | Первая лига                                                       | Первая лига                                                       | 3                | 3     | 38 | 21 | 8  | 9   | 89-42  | 50            | Снигирёв Ал. — 21           | 1/128 |
| 1994 | Первая лига                                                       | Первая лига                                                       | 22               | 22    | 42 | 4  | 11 | 27  | 55-104 | 19            | Снигирёв Ал. — 12           | 1/32  |
| 1995 | Третья лига, зона 3                                               | Третья лига, зона 3                                               | 4                | 4     | 44 | 27 | 8  | 9   | 114-51 | 89            | Снигирёв Ал. — 32           | —     |
| 1996 | Вторая лига, Запад                                                | Вторая лига, Запад                                                | 5                | 5     | 38 | 21 | 5  | 12  | 76-49  | 68            | Лаврентьев С. — 31          | 1/32  |
| 1997 | Вторая лига, Запад                                                | Вторая лига, Запад                                                | 13               | 13    | 38 | 14 | 7  | 17  | 59-63  | 49            | Бакалец А. — 21             | 1/16  |
| 1998 | Второй дивизион, зона «Запад»                                     | Второй дивизион, зона «Запад»                                     | 20               | 20    | 40 | 6  | 13 | 21  | 40-69  | 31            | Чигров С. — 10              | 1/128 |
| 1999 | Первенство среди команд КФК                                       | МО, группа «А»                                                    |                  | 1     | 28 | 21 | 6  | 1   | 65-12  | 69            | Родин А. — 13               | —     |
| 1999 | Первенство среди команд КФК                                       | Финальный турнир                                                  | 4 (в группе «А») | 5     | 1  | 2  | 2  | 3-7 | 5      | Фирсов В. — 2 | —                           |       |
| 2000 | Второй дивизион, зона «Центр»                                     | Второй дивизион, зона «Центр»                                     | 6                | 6     | 38 | 18 | 6  | 14  | 42-32  | 60            | Черенков А. — 11            | 1/64  |
| 2001 | Второй дивизион, зона «Центр»                                     | Второй дивизион, зона «Центр»                                     | 14               | 14    | 38 | 12 | 5  | 21  | 47-80  | 41            | Васильев Ал. Романов В. — 5 | 1/256 |
| 2002 | Второй дивизион, зона «Запад»                                     | Второй дивизион, зона «Запад»                                     | 8                | 8     | 38 | 18 | 5  | 15  | 59-50  | 59            | Панфёров Г. — 18            | 1/32  |
| 2013 | III дивизион (ЛФК), МО, группа «Б»                                | зона «Север»                                                      | 7                | 14    | 21 | 4  | 2  | 15  | 27-81  | 14            | Чигров С. — 12              | 3Д    |
| 2013 | III дивизион (ЛФК), МО, группа «Б»                                | плей-офф за 13-е место                                            | пораж.           | 14    | 2  | 0  | 1  | 1   | 3-4    | 1             | Чигров С. — 12              | 3Д    |
| 2014 | III дивизион (ЛФК), МО, группа Б                                  | III дивизион (ЛФК), МО, группа Б                                  | 9                | 9     | 26 | 8  | 5  | 13  | 42-51  | 29            | Соловьёв А. — 8             | 3Д    |
| 2015 | III дивизион (ЛФК), МО, группа «Б»                                | III дивизион (ЛФК), МО, группа «Б»                                | 5                | 5     | 27 | 10 | 4  | 13  | 44-60  | 34            | Коряковский В. — 8          | 3Д    |
| 2016 | III дивизион (ЛФК), МО, группа «Б»                                | III дивизион (ЛФК), МО, группа «Б»                                | 4                | 4     | 20 | 10 | 4  | 6   | 50-34  | 34            | Какаций Е. — 19             | 3Д    |
| 2017 | III дивизион (ЛФК), МО, группа «Б»                                | III дивизион (ЛФК), МО, группа «Б»                                | * 7              | * 7   | 26 | 10 | 4  | 12  | 38-61  | 34            | Ермаков П. — 7              | 3Д    |

*по финансовым причинам команда спустилась в более низкий дивизион

### Чемпионат и Кубок Московской области
| Год  | Лига                                 | Лига                   | Место  | Место | И  | В  | Н | П | Голы  | Очки | Бомбардиры          | Кубок |
| ---- | ------------------------------------ | ---------------------- | ------ | ----- | -- | -- | - | - | ----- | ---- | ------------------- | ----- |
| 2018 | Чемпионат МО, группа А               | Чемпионат МО, группа А | 1      | 1     | 18 | 16 | 1 | 1 | 81-19 | 49   | Долгов С. — 13      | 1/2   |
| 2019 | III дивизион, чемпионат МО, Лига «Б» | зона 1                 | 4      | 8     | 18 | 10 | 3 | 5 | 50-29 | 33   | Гребенников И. — 10 | 3Д    |
| 2019 | III дивизион, чемпионат МО, Лига «Б» | плей-офф за 7-е место  | пораж. | 8     | 2  | 1  | 0 | 1 | 2-2   | 3    | Гребенников И. — 10 | 3Д    |

## Клубные цвета
Красный и синий цвета используются в изображениях герба и флага города Краснознаменска.
| Красный | Синий |

## Главные тренеры
По состоянию на 11 апреля 2018 года.

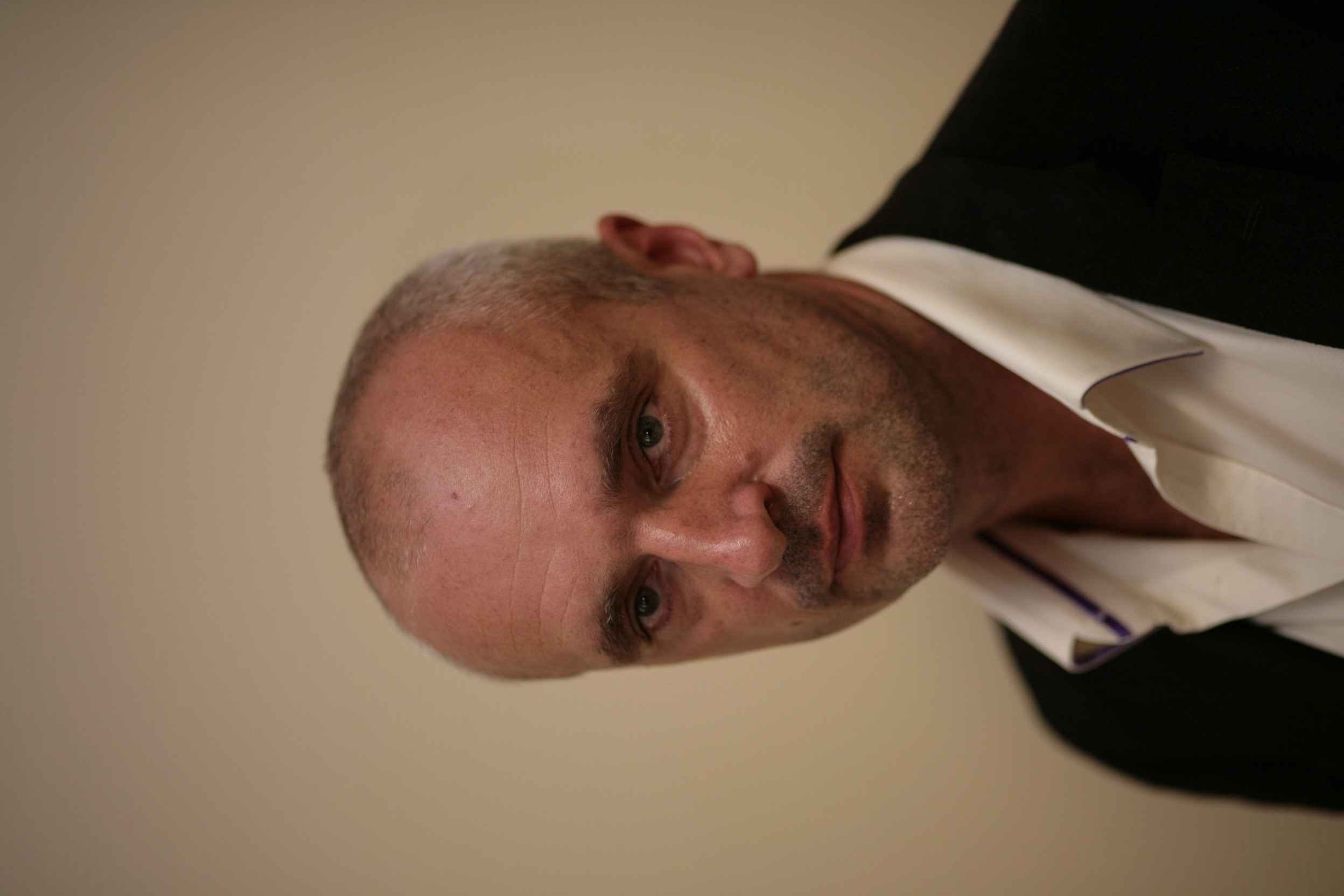
Игорь Шалимов
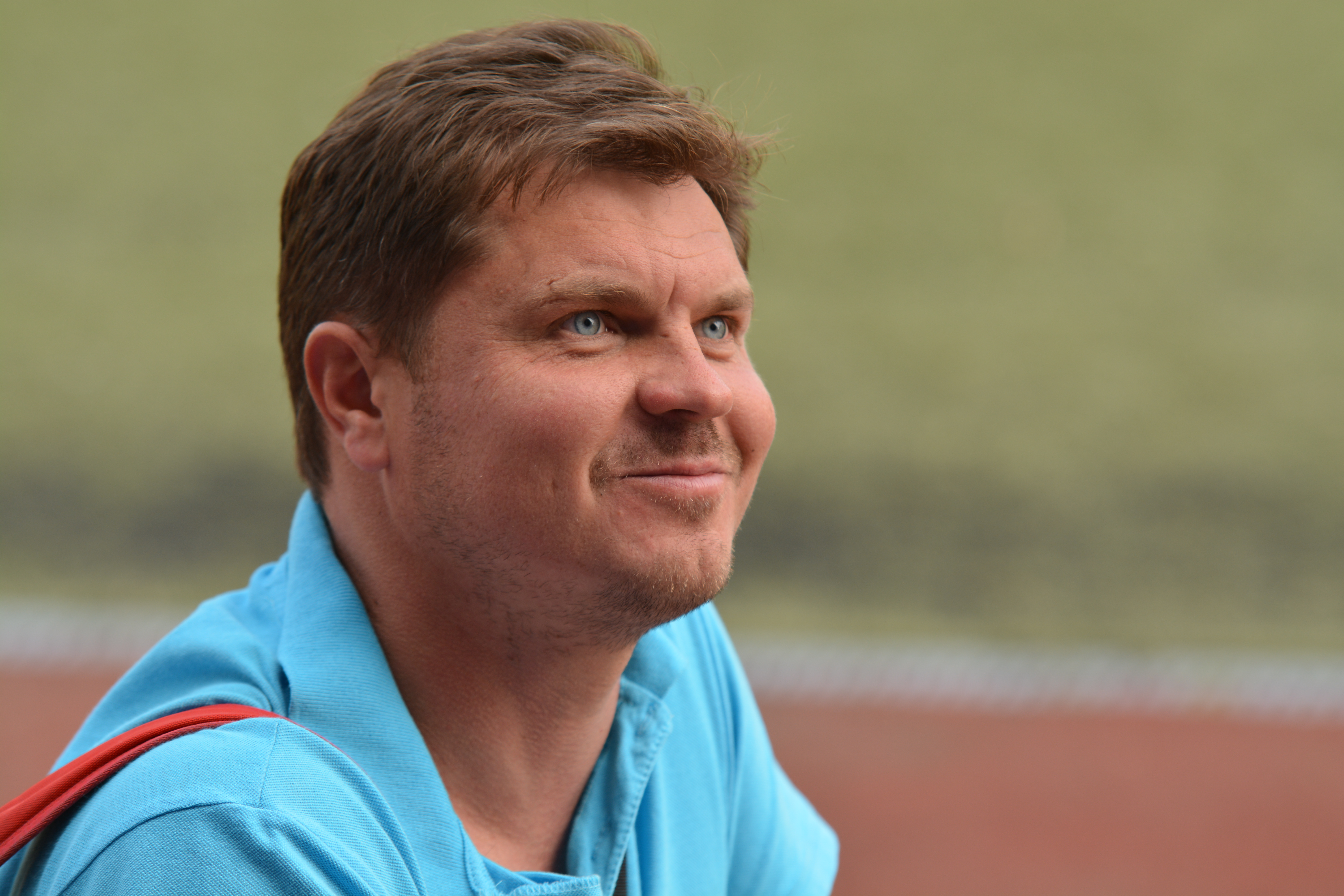
Сергей Чигров

| #  | Тренер               | Период    | Достижения тренеров | Достижения тренеров | Примечания       | Игры | В  | Н     | П  | М       | О   | % О  |
| -- | -------------------- | --------- | ------------------- | ------------------- | ---------------- | ---- | -- | ----- | -- | ------- | --- | ---- |
| 1  | Прибыловский Леонид  | 1991-1992 | 3                   | 2                   | 1992 г., 1991 г. | 80   | 51 | 17    | 12 | 168-52  | 119 | 74 % |
| 2  | Ирхин Александр      | 1993      | 3                   |                     |                  | 19   | 10 | 5     | 4  | 37-18   | 25  | 65 % |
| 2  | Чугришин Виталий     | 1993      | 3                   | 20                  | 11               | 3    | 6  | 52-25 | 25 | 62 %    |     |      |
| 3  | Новиков Александр    | 1994      |                     |                     | 1994 г.          | 42   | 3  | 11    | 28 | 53-106  | 17  | 20 % |
| 4  | Назаренко Леонид     | 1995-1997 |                     |                     | 1995 г.          | 129  | 69 | 21    | 39 | 270-170 | 159 | 61 % |
| 5  | Ноздрин Виктор       | 1998      |                     |                     | 1998 г.          | 22   | 1  | 8     | 13 | 15-41   | 10  | 22 % |
| 5  | Косюк Н. А.          | 1998      | 42                  | 6                   | 1998 г.          | 13   | 23 | 42-75 | 25 | 29 %    |     |      |
| 6  | Бондаренко Владимир  | 1998—2000 | 1                   |                     | 1998 г., 1999 г. | 116  | 48 | 27    | 41 | 156-131 | 123 | 53 % |
| 7  | Грецкий Александр    | 2000      |                     |                     |                  | 41   | 20 | 6     | 15 | 46-37   | 46  | 56 % |
| 8  | Костылев Геннадий    | 2001      |                     |                     |                  | 12   | 2  | 3     | 7  | 14-27   | 7   | 29 % |
| 9  | Зернов Виктор        | 2001      |                     |                     |                  | 13   | 6  | 1     | 6  | 19-23   | 13  | 50 % |
| 10 | Токмаков Андрей      | 2001      |                     |                     |                  | 39   | 12 | 5     | 22 | 48-82   | 29  | 37 % |
| 11 | Шалимов Игорь        | 2001—2002 |                     |                     | Расформирован    | 42   | 20 | 6     | 16 | 66-55   | 46  | 54 % |
| 12 | Чигров Сергей        | 2011—2015 |                     |                     | Восстановлен     | 74   | 22 | 14    | 41 | 123-181 | 80  | 36 % |
| 13 | Коц Вадим            | 2016—2017 |                     |                     | 2017 г.          | 52   | 23 | 8     | 21 | 99-101  | 77  | 52 % |
| 14 | Розвадовский Дмитрий | 2018—н.в. |                     |                     |                  |      |    |       |    |         |     |      |

- Игорь Шалимов
- Сергей Чигров

## Лучшие бомбардиры клуба
По состоянию на 11 апреля 2018 года.
| #  | Игрок                 | Голы | Матчи | Гол за матч | Период выступления   |
| -- | --------------------- | ---- | ----- | ----------- | -------------------- |
| 1  | Сергей Лаврентьев     | 86   | 156   | 0,551       | 1991-1994, 1996      |
| 2  | Алексей Снигирёв      | 65   | 86    | 0,755       | 1993-1995            |
| 3  | Андрей Бакалец        | 55   | 111   | 0,495       | 1995-1997            |
| 4  | Сергей Чигров         | 49   | 102   | 0,480       | 1998-1999, 2013—2015 |
| 5  | Михаил Шумилин        | 42   | 121   | 0,347       | 1995-1997, 1999—2000 |
| 6  | Евгений Какаций       | 26   | 27    | 0,962       | 2016-н.в.            |
| 7  | Сергей Богомолов      | 24   | 36    | 0,666       | 1991-1992            |
| 8  | Владислав Коряковский | 23   | 78    | 0,294       | 2013-2016            |
| 9  | Дмитрий Смирнов       | 21   | 118   | 0,177       | 1994-1997            |
| 10 | Глеб Панфёров         | 20   | 40    | 0,5         | 2002                 |
| 11 | Козлов Игорь          | 19   | 39    | 0,487       | 1993-1994            |
| 11 | Олег Животников       | 19   | 51    | 0,372       | 1992-1993            |
| 11 | Бондаренко Потап      | 19   | 47    | 0,404       | 2013-2014, 2017-н.в. |

## Рекордсмены клуба по количеству проведённых матчей
По состоянию на 11 апреля 2018 года.
| #  | Игрок             | Игры | Период выступления   |
| -- | ----------------- | ---- | -------------------- |
| 1  | Сергей Лаврентьев | 156  | 1991-1994, 1996      |
| 2  | Михаил Шумилин    | 121  | 1995-1997, 1999—2000 |
| 2  | Дмитрий Есеноков  | 121  | 2013-н.в.            |
| 3  | Дмитрий Смирнов   | 118  | 1994-1997            |
| 4  | Кирилл Жмайло     | 116  | 2013-2017            |
| 5  | Виктор Касьян     | 115  | 1992-1995            |
| 6  | Андрей Бакалец    | 111  | 1995-1997            |
| 7  | Игорь Сутягин     | 108  | 1995-1999            |
| 8  | Алексей Стренадко | 103  | 1995-1997, 1999      |
| 9  | Сергей Чигров     | 102  | 1998-1999, 2013—2015 |
| 10 | Алексей Миронов   | 100  | 1991-1992, 1996—1997 |
| 10 | Юрий Ящук         | 100  | 1991-1992, 1995—1997 |
| 11 | Артём Беккер      | 89   | 2013-2016            |

## Рекорды клуба

### Статистика
- Наибольшее количество набранных очков: 89 очка, в сезоне 1995.
- Наименьшее количество набранных очков: 19 очков, в сезоне 1994.
- Наибольшее количество побед: 27 побед, в сезоне 1995.
- Наименьшее количество побед: 4 победы, в сезонах 1994, 2013.
- Наибольшее количество ничьих: 13 ничьих, в сезоне 1998.
- Наименьшее количество ничьих: 5 ничьих, в сезонах 1996, 2001, 2002, 2013, 2014.
- Наименьшее количество поражений: 1 поражение, в сезоне 1999. 3 поражения, в сезоне 1991.
- Наибольшее количество поражений: 27 поражений, в сезоне 1994.
- Наибольшее количество забитых мячей: 114 мячей, в сезоне 1995.
- Наименьшее количество забитых мячей: 40 мячей, в сезоне 1998. 32 мяча, в сезоне 2013
- Наименьшее количество пропущенных мячей: 15 мячей, в сезоне 1991. 12 мячей, в сезоне 1999.
- Наибольшее количество пропущенных мячей: 104 мяча, в сезоне 1994.

### Официальные игры
- Первый официальный матч и первое набранное очко: 12 апреля 1992 года. Останкино. Стадион «Торпедо», «Трестар» (п. Останкино) — «Интеррос» — 0:3 (0:1).
- Больше всего голов в матче: 17 июня 1992 года. Московский. Стадион «Таманская дивизия». «Интеррос» — «Кинотавр» — 13:0 (7:0).
- Самая длинная победная серия: 6 игр в 1993, 1995 и 1996.

### Рекорды и факты

#### Первый дивизион
- Первый официальный матч и первое набранное очко в Первом дивизионе: 13 апреля 1993 года, Санкт-Петербург, стадион ДСИ «Зенит», «Зенит» — «Интеррос» — 0:0 (0:0).
- Первый гол в Первом дивизионе: 22 апреля 1993, Саратов, стадион «Локомотив». «Сокол» — «Интеррос» — 2:1 (1:0). Козлов, 90 минута (2:1).
- 100-й гол в Первом дивизионе: 7 мая 1994 года. Московский. Стадион РЦС «Московский». «Техинвест-М» — «Зенит» — 2:2 (0:1). Лаврентьев, 65 минута (1:1).

### Официальные игры
- Лучший результат сезона на своём поле: 16 побед и одна ничья (1995).
- Самая длинная беспроигрышная серия: 27 игр (21 победа, 6 ничьих) (15 апреля- 22 сентября 1999)

## Представители национальных сборных в «ДЮСШ»
| Игрок              | Сборная        | Период |
| ------------------ | -------------- | ------ |
| Михаил Джишкариани | Сборная Грузии | 2002   |

## Стадион
- Вместимость стадиона 4000 зрителей.
- Освещение находится на крыше стадиона.
- Размеры футбольного поля — 105 x 67 метров.
- Газон искусственный с подогревом.
- Стадион имеет двух-ярусную трибуну и электронное табло.

## Капитаны клуба
| Капитан            | Период    |
| ------------------ | --------- |
| Богачёв Геннадий   | 1993—1994 |
| Козлов Игорь       | 1994      |
| Поваляев Игорь     | 1994      |
| Пискунов Алексей   | 1994      |
| Есеноков Дмитрий   | 2013—2015 |
| Коротков Алексей   | 2016—2017 |
| Нестеренко Дмитрий | 2017-н.в. |

## Выступления в Кубках России
| Сезон     | Дата            | Раунд | Счёт               | Соперник                     |
| --------- | --------------- | ----- | ------------------ | ---------------------------- |
| 1992/1993 | 18 апреля 1992  | 1/256 | 0:2                | Торгмаш (Люберцы)            |
| 1993/1994 | 18 апреля 1993  | 1/128 | 0:1                | Асмарал-Д                    |
| 1994/1995 | 27 августа 1994 | 1/32  | 1:2                | Сатурн (Раменское)           |
| 1996/1997 | 21 апреля 1996  | 1/256 | 2:0                | Фабус (Бронницы)             |
| 1996/1997 | 02 мая 1996     | 1/128 | 2:1                | Титан (Реутов)               |
| 1996/1997 | 01 июня 1996    | 1/64  | 5:0                | Красногвардеец (Москва)      |
| 1996/1997 | 30 июня 1996    | 1/32  | 1:1 д.в., пен. 3:4 | Сатурн (Раменское)           |
| 1997/1998 | 15 мая 1997     | 1/128 | 4:0                | Луч (Тула)                   |
| 1997/1998 | 16 июня 1997    | 1/64  | 3:1                | Торгмаш (Люберцы)            |
| 1997/1998 | 06 июля 1997    | 1/32  | 1:0                | Космос (Долгопрудный)        |
| 1997/1998 | 13 августа 1997 | 1/16  | 1:2                | Динамо (Москва)              |
| 1998/1999 | 27 мая 1998     | 1/128 | 1:4 д.в.           | Локомотив (Калуга)           |
| 2000/2001 | 19 апреля 2000  | 1/256 | 2:0                | Автомобилист (Ногинск)       |
| 2000/2001 | 28 мая 2000     | 1/128 | 2:1                | Спартак (Кострома)           |
| 2000/2001 | 12 июня 2000    | 1/64  | 2:4                | Оазис (Ярцево)               |
| 2001/2002 | 19 апреля 2001  | 1/256 | 1:2                | Титан (Реутов)               |
| 2002/2003 | 18 апреля 2002  | 1/256 | 1:0                | Спортакадемклуб (Москва)     |
| 2002/2003 | 30 апреля 2002  | 1/128 | 3:0                | Арсенал (Тула)               |
| 2002/2003 | 19 мая 2002     | 1/64  | 2:2 д.в., пен. 4:2 | Витязь (Подольск)            |
| 2002/2003 | 15 июня 2002    | 1/32  | 1:5                | Динамо-СПб (Санкт-Петербург) |

## Кубок России среди команд III дивизиона
В 2009 году Сборная выпускников ДЮСШ («Фортуна») приняла участие в Кубке Московской области, на стадии 1/16 финала обыграла ФК «Можайск» со счётом 1:0, но в 1/8 проиграла КСДЮСШОР-Зоркий (Красногорск).
| Сезон | Дата           | Раунд | Счёт          | Соперник                        |
| ----- | -------------- | ----- | ------------- | ------------------------------- |
| 2013  | 24 апреля 2013 | 1/32  | 2:5           | Веста (Королёв)                 |
| 2014  | 01 мая 2014    | 1/16  | 2:4           | ОдинцовоМРГ                     |
| 2015  | 13 мая 2015    | 1/16  | 1:4           | Квант (Обнинск)                 |
| 2016  | 30 апреля 2016 | 1/16  | 2:0           | ФК Чайка (Юбилейный)            |
| 2016  | 02 июня 2016   | 1/8   | 1:1, пен. 2:4 | КСДЮСШОР-Зоркий (Красногорск)   |
| 2017  | 29 апреля 2017 | 1/16  | 2:4           | ФК Чайка (Королёв)              |
| 2019  | 20 апреля 2019 | 1/32  | 9:0           | ФК Торпедо-Жаворонки (Одинцово) |
| 2019  | 1 мая 2019     | 1/16  | 1:1, пен. 4:3 | ФК Металлист (Королёв)          |
| 2019  | 29 мая 2019    | 1/8   | 2:3           | Легион (Ивантеевка)             |

## Крупнейшие победы и поражения

### Победы
В Первой лиге / ФНЛ:
- «Краснознаменск» 9:1 «Авангард» Камышин (1993 год)
- «Краснознаменск» 8:1 «Торпедо» Рязань (1993 год)

Во Второй лиге / ПФЛ:
- «Краснознаменск» 13:0 «Кинотавр» Подольск (1992 год)

В Третьей лиге :
- «Асмарал»-д Москва 0:8 «Краснознаменск» (1995 год)
- «Краснознаменск» 8:1 ЦСКА-д Москва (1995 год)

В Кубке России:
- «Красногвардеец» Москва 0:5 «Краснознаменск» (1996 год)
- «Луч» Тула 0:4 «Краснознаменск» (1997 год)

### Поражения
В Первой лиге / ФНЛ:
- «Заря» Ленинск-Кузнецкий 7:1 «Краснознаменск» (1994 год)

Во Второй лиге / ПФЛ:
- «Арсенал» Тула 6:1 «Краснознаменск» (1997 год)
- «Краснознаменск» 1:5 «Спартак-2» Москва (1992 год)
- «Гатчина» Гатчина 4:0 «Краснознаменск» (1996 год)

В Третьей лиге :
- «Краснознаменск» 0:3 «Космос» Электросталь (1995 год)

В Кубке России:
- «Краснознаменск» 1:5 «Динамо-СПб» Санкт-Петербург (2002 год)

### Самые продолжительные серии
В Первой лиге / ФНЛ:'
- Победная: 6 матчей: 1993 (+6=0−0, 21−3)
- Беспроигрышная: 8 матчей: 1993 (+7=1−0, 24−4)
- Безвыигрышная: 21 матч: 1994 (+0=9−12, 25−46)

В Вторая лиге / ПФЛ:'
- Победная: 6 матчей: 1996 (+6=0−0, 18−4), 1996 (+6=0−0, 21−4)
- Беспроигрышная: 8 матчей: 2000 (+4=4−0, 13−7)
- Безвыигрышная: 18 матч: 1998 (+0=8−10, 13−35)

В Третьей лиге:
- Победная: 6 матчей: 1995 (+6=0−0, 19−4)
- Беспроигрышная: 8 матчей: 1995 (+4=4−0, 21−8)
- Безвыигрышная: 2 матча: 1995 (+0=0−2, 3−5)

В ЛФЛ:
- Победная: 7 матчей: 1999 (+7=0−0, 22−2)
- Беспроигрышная: 27 матчей: 1999 (21=6−0, 65−10)
- Безвыигрышная: 13 матчей: 2013 (+0=2−11, 46−13)

## Достижения
Первая лига:
- Бронзовый призёр (1): 1993

Вторая лига:
- Бронзовый призёр (1): 1992

ЛФЛ:
- Победитель (1): 1999
- Серебряный призёр (1): 1991

В Кубке России:
- 1/16 финала (1): 1997/1998

## Прошлые стадионы

### Стадионы
По состоянию на 1 июля 2017 года.
| Период    | Стадионы                                | Вместимость | И  | В  | Н | П  | Разн. | Очки |
| --------- | --------------------------------------- | ----------- | -- | -- | - | -- | ----- | ---- |
| 1992-1993 | «Таманская дивизия» (п. Мосрентген)     | 1000        | 33 | 24 | 5 | 4  | 92-25 | 77   |
| 1993      | Манеж «Динамо» (Москва)[en]             | 500         | 2  | 2  | 0 | 0  | 12-3  | 6    |
| 1993      | «Арена Химки»                           | 18636       | 2  | 1  | 1 | 0  | 5-4   | 4    |
| 1993      | Стадион Юных пионеров (Москва)          | 200         | 3  | 0  | 2 | 1  | 0-1   | 2    |
| 1994      | РЦС «Московский» (Московский)           | 500         | 18 | 2  | 5 | 11 | 24-40 | 11   |
| 1995-1997 | «Строитель» (Селятино)                  | 3500        | 44 | 26 | 7 | 11 |       | 85   |
| 1998      | «Краснознаменск»                        | 500         | 17 | 4  | 7 | 6  | 19-28 | 19   |
| 1998—2001 | «Строитель» (Селятино)                  | 3500        | 39 | 16 | 7 | 16 | 45-48 | 55   |
| 2001      | «Огонёк» (Москва)                       | 200         | 3  | 2  | 0 | 1  | 8-8   | 6    |
| 2002      | Стадион им. Эдуарда Стрельцова (Москва) | 16000       | 6  | 3  | 1 | 2  | 10-9  | 10   |
| 2002      | «Октябрь» (Москва)                      | 3100        | 12 | 7  | 3 | 2  | 26-13 | 24   |
| 2002      | «Спартак» им. Н. Н. Озерова (Щёлково)   | 5000        | 5  | 4  | 0 | 1  | 8-4   | 13   |
| с 2013    | «Заря»                                  | 4000        |    |    |   |    |       |      |

## Спонсоры
| Годы      | Спонсоры                                      |  |
| 1993—1995 | НТЭК                                          |  |
| 1996—2002 | Без спонсора                                  |  |
| 2013—2015 | ООО «Транс-Лидер» Экип. центр «Олимпик Спорт» |  |
| с 2016    | ООО «Транс-Лидер» Экип. центр «ACADEMICA»     |  |

## Академия ФК «Краснознаменск»
В 1983 году создана детская спортивная школа, готовящая кадры для ФК «Краснознаменск». Включает 1 комплекс, рядом со стадионом основной команды «Заря»

## Известные выпускники
Самым известным выпускником Краснознаменской ДЮСШ является Николай Вдовиченко, выступающий за «Спартак» Кострома. В ДЮСШ он выступал с 8 по 17 лет. Выступал в командах ФНЛ: «Волга» Нижний Новгород. ПФЛ: «Волга-Д» Нижний Новгород, «Химик» Дзержинск, «Текстильщик» Иваново, «Газовик» Оренбург, «Горняк» Учалы, «КАМАЗ» Набережные Челны, «Олимпиец» Нижний Новгород, в «Зенит-Ижевске» и в 6 командах ЛФЛ. Достижениями Николая является серебряная медаль в составе команды «Текстильщик» Иваново в сезоне 2011/12 в Профессиональной футбольной лиге (ПФЛ) и чемпионство ПФЛ, защищая цвета «Газовика» Оренбург (2012/13). Выиграл золотые медали в сезоне 2014/15 и бронзовые в сезоне 2013/14 вместе с футболистами «КАМАЗа». Он завоевал бронзовую медаль в составе «Олимпийца» и серебро в следующем сезоне, выступая за «Зенит-Ижевск».